# Индрис

Предки Льва Толстого начиная с Индриса

Индрис, в крещении Леонтий — вымышленный родоначальник дворянского рода Толстых, от которого, в свою очередь, происходят Федцовы (всего три поколения), Молчановы и Дурновы, а от последних — Даниловы и Васильчиковы. Позднее к Индрису стали возводить своё происхождение и Тухачевские. 

## Родословная сказка
При составлении Бархатной книги в 1686 году П. А. Толстой представил в Разрядный приказ следующую справку о своём происхождении:

В лета 6861-го [1352/53] прииде из немец ис цесарского государства муж честного рода именем Индрос з двумя сыны своима с Литвонисом да с Зигмонтеном а с ними пришло дружины и людей их три тысячи мужей и крестися Индрос и дети его в Чернигове в православную христианскую веру и нарекоша им имена Индросу Леонтием а сыном его Литвонису Константином а Зигмонтену Федором; и от Константина родился сын Харитон а Федор умер бездетен, о сем пишет в летописце Черниговском.
Правнук Индриса (или Индроса) по имени Андрей Харитонович, согласно толстовской росписи, выехал из Чернигова ко двору Василия Тёмного, положив начало дворянскому роду Толстых.

## Геральдика
В Общем гербовнике (1798) по поводу происхождения Индриса говорится по-разному: в статье о Тухачевских он назван прибывшим из «кесарской земли», в статьях о Молчановых и Толстых — из «чужестранных земель», в статье о Васильчиковых — из «Цесарии». Большинству родов, претендующих на происхождение от Индриса, присвоен следующий герб:

В лазоревом поле горизонтально положенная золотая сабля, продетая в кольцо золотого же  ключа вместе с серебряною стрелою, расположенною наискось от правого нижнего угла острием вверх, к левому углу; тогда как к правому углу щита протянуто от кольца ключа серебряное распростёртое крыло.

## Интерпретации
К Индрису возводили своё происхождение несколько худородных по допетровским временам фамилий, и в первую очередь Толстые, обязанные своим возвышением в конце XVII века родством с царицей Марией Милославской (точнее, с боярином И. М. Милославским). За вычетом Васильчиковых (фамилии одной из жён Ивана Грозного), большинство родов документально прослеживаются с начала XVII века. В документах XIV—XVI вв. никаких сведений об Индрисе не сохранилось; черниговское летописание, на которое ссылается автор записки, также не известно. В фундаментальных трудах по истории старомосковской аристократии за авторством С. Б. Веселовского и А. А. Зимина не упоминаются ни Индрис, ни его предполагаемые потомки.
Из 540 служилых родов, подавших свои родословия в Разрядный приказ, только 35 признали своё исконно русское происхождение; остальные присочинили себе иностранных предков. Зачастую предки эти (как Индрис) носят совершенно фантастические имена. Сочинителей родословия Толстых, видимо, не смущало и то, что имена детей «немца честного рода» даны в литовской огласовке. Ещё в 1886 году П. Н. Петров отмечал, что въезд в «год чёрной смерти… в место, заражённое эпидемией… да ещё с приводом 3000 человек дружины кажется более похожим на вымысел, чем на действительность», тем более, что Чернигов к тому времени «уже сто лет не имел жителей и был предан забвению».
Несмотря на отсутствие исторических доказательств существования Индриса, Дмитрий Толстой-Милославский в своём трактате о происхождении Толстых (1991) принимает его за реальную фигуру. Дилетант же Петров без внятного обоснования пытался отождествить Индриса с ордынским князем Тенгри, который якобы бежал из Орды после убийства хана Джанибека.